# Павловац (тврђава)
Тврђава Павловац је средњовијековна тврђава у месту Павловац у општини Пале, Република Српска, БиХ.

## Географија
Изграђена изнад лијеве обале ријеке Праче, на стијени, на стрмој висини која прави кањон изнад ријеке дубок 135 метара. Тврђава је на надморској висини од 1074 метара. Плато на коме је смјештена тврђава је ситуиран испод Градског врха који се издиже сјеверозападно од тврђаве (кота 926) и која тврђаву надвисује за око 50 метара.

## Улога
Улога тврђаве Павловац била је заштита трга Праче који је био смјештен узводно на удаљености од два километра. Прача је подграђе тврђаве Павловац.

## Опис и карактеристике
Тврђава Павловац има неправилне облике прилагођене терену и времену градње тј. појави опсадне артиљерије. Простире се у најширем обиму 100x50 метара. Прилаз тврђави је са сјеверозападне стране. Сјеверна и сјевероисточна страна заштићене су са четири петоугаоне куле. Тврђава нема типичан донжон, а има бастион умјесто уобичајених кула. На источној страни је квадратна кула са бедемима високим на неким мјестима и до 7 метара, а испред њега је дубок тврђавски ров. У јужном дијелу тврђаве је грађевина 10x9 метара са зидовима дебљине 1,1 метар.

## Историја
Павловац је изградила властела из породице Павловићи. Вјерује се да је на мјесту Павловца као нове тврђаве и раније постојало утврђење, а да је оно у 15. вијеку поново изграђено. Такођер се претпоставља да је у изградњи нове тврђаве учешћа имао и кнез Павле Раденовић, али да је коначан облик добио у вријеме његових синова. Први пут је забиљежен 11. маја 1423. године (лат. Sotto Noui in Praza). Дубровчани се јављају својим посланицима код војводе Радослава Павловића, Николи Гучетићу и Блажу Ђорђићу да су 15. маја примили њихово писмо које су они послали из Подновог у Прачи – лат. Sotto Noui in Praza – 11. маја 1423. године. У неколико наврата 1447–1449. године у књигама задужења спомиње се Вукашин Милавчић из Праче подграђа Новог (односно Павловца).
Османлије су заузеле Павловац 1463. године. Тврђава је 1489. године сједиште нахије Прача. Већ 1550. године тврђава се спомиње као напуштена. Још увијек су остаци Павловца зарасли у букову шуму и заклоњени од погледа пролазника. Стећци и нишани у околини тврђаве су девастирани. Систематска археолошка истраживања тек предстоје.
Једна модернија легенда, очувана до данашњих дана међу становништвом, а резултат дјеловања модерног учитељског и наставничког кадра из области историје у нововјековној Босни и Херцеговини, казује да је у граду боравила Проклета Јерина, жена деспота Ђурђа Бранковића.